# Крбава (река)
Крбава је река понорница у Крбавском пољу у Хрватској. Дуга је око 20 km, а њен слив захвата површину од око 533 km². Извире из више врела на југоисточном ободу поља у близини Удбине, а нестаје у два понора недалеко од села Јошани. Током лета доњи ток пресушује.